# Joel Gistedt
Joel Gistedt (né le 7 décembre 1987  à Uddevalla en Suède) est un joueur de hockey sur glace professionnel suédois. Il évolue au poste de gardien, .